# Saronischer Golf
Koordinaten: 37° 41′ N, 23° 36′ O

Karte des Saronischen Golfs

Der Saronische Golf (griechisch Σαρωνικός Κόλπος, Saronikós Kólpos) in Griechenland ist Teil der Ägäis und somit des Mittelmeeres. In manchen Karten wird er Golf von Ägina genannt.
Er wird durch den Isthmus von Korinth vom Golf von Korinth getrennt. Seit 1893 ist er jedoch durch den Bau des Kanals von Korinth mit jenem verbunden. Im Bereich des Saronischen Golfs befinden sich die Inseln Salamis, Ägina, Angistri, Poros, die Inselgruppe Diapories sowie die Halbinsel Methana. Dem Saronischen Golf vorgelagert, im Übergangsbereich zum Argolischen Golf liegen ferner die Inseln Hydra und Dokos.
Der Name beruht auf dem mythischen König Saron, der nach der Legende beim Psifäischen See (heutiges Psifta, östlicher Peloponnes) eine Hirschkuh bis ins Meer verfolgte und ertrank.
In der Nähe des brackischen Sees befand sich sein Heiligtum. Der Saronische Golf und die an ihn grenzenden Regionen (Attika, Peloponnes) sind die Wiege der europäischen Kultur. Hier befanden sich die ersten vorgeschichtlichen Heiligtümer und Großstädte (Athen, Ägina und andere). Die für die Griechen erfolgreiche Seeschlacht von Salamis gegen die Perser hat die Entwicklung Europas entscheidend beeinflusst.
Geologisch ist der Saronische Golf interessant, weil er der nordwestlichste Ausläufer des Kykladenbogens mit seinen bis heute aktiven Vulkanen ist. Im Bereich des Saronischen Golfs liegen die Vulkangebiete von Krommyonia (Isthmus von Korinth), Ägina, Methana und Poros. Die Region ist weiterhin durch tektonische Veränderungen (Erdbeben und Vulkanausbrüche) gefährdet.